# Loveint
Loveint (også skrevet LOVEINT) betegner en situation hvor ansatte hos en efterretningstjeneste misbruger tjenestens information til privat udspionering. 
Ordet er en sammentrækning af de engelske ord love (kærlighed) og intelligence (efterretninger) og er et ordspil på humint og sigint (dvs. efterretninger indsamlet af henholdsvis menneskelige agenter og via elektronisk overvågning).
Efter Edward Snowdens afsløringer i 2013 berettede det amerikanske National Security Agency at de over en tiårsperiode havde haft en håndfuld loveint-sager.
En anonym kilde har hævdet at politifolk i USA i vid udstrækning bruger kørekortsregistret som en slags Facebook, og der findes eksempler på en persons registrering er tilgået adskillige hundrede gange af over 100 forskellige politifolk, — øjensynligt uden tjenestelig hensigt men i stedet fordi den registrerede så køn ud.
Også den tyske Bundesnachrichtendienst (BND) har haft en loveint-sag. 
I en sag fra 2007 havde en medarbejder udspioneret sin kones elskers email-trafik.
Andre former for privat misbrug af nationale sikkerhedsdatabaser udover spionage findes også:
En britisk grænsekontrollør satte sin kone på en liste over terrormistænkte, hvilket i over tre år forhindrede hende i at komme tilbage fra Pakistan.